# Ionosphere Explorer
Ionosphere Explorer, también denominado IE, IE-A, TOPSI, S-48 y Explorer 20, fue un satélite artificial de la NASA lanzado el 25 de agosto de 1964 mediante un cohete Scout desde la base de Vandenberg.
Estaba dedicado a la investigación de la ionosfera, a medir de la distribución de electrones, la densidad y temperatura de iones y a estimar el ruido de fondo de los rayos cósmicos a niveles de entre 2 y 7 MHz.
El satélite portaba un sondeador ionosférico de seis frecuencias y una sonda de iones. Tenía la forma de un cilindro corto finalizado en sendos conos truncados. La sonda de iones, montada en un mástil corto, sobresalía del cono superior. Las seis antenas del sondeador (3 dipolos en total) se extendían a partir del ecuador del satélite. Para las bajas frecuencias se utilizaba un par de antenas con una longitud de 18,28 metros, teniendo los otros dos dipolos una longitud de 9,14 metros. El satélite se estabilizaba mediante giro, a 1,53 rpm, y con el eje de giro muy cercano al plano de la órbita. Después de un año en órbita la velocidad de giro fue reducida a 0,45 rpm.
El satélite no poseía sistema de almacenamiento de datos, por lo que se transmitían en tiempo real, al pasar sobre las estaciones receptoras terrestres. Se recibieron datos durante 16 meses. El satélite dejó de transmitir el 20 de diciembre de 1965.